# 山本優奏

## 人物
nicolaオーディションを経てニコモとなり、nicola2013年10月号に初登場。ニコモ時代はレプロエンタテインメントに所属していた。2017年3月卒業。

### 好きなブランド・ファッション
- 好きなブランドはLovetoxic、MOUSSY、MURUA、jouetie、Stussy、ベルシュカ、Forever21、adidas[1]。
- 好きなファッションはシンプルでちょっとカジュアルな感じ[1]。

### 趣味・特技
- 趣味はギター、カメラ[1]。
- 特技は一応お菓子作り[1]。

## 出演

### 雑誌
- nicola（新潮社、2013年9月 - 2017年3月） - 2013年9月発売の10月号より専属モデル[1]

### イベント
- レプロティーンズフェスティバル（2017年8月8日）[3][4]

### イメージモデル
- ラブトキシック（ナルミヤ・インターナショナルのブランド） イメージモデル（2016年5月 - ）[5]